# Tvrđava Marienberg
Tvrđava Marienberg (njem. Festung Marienberg) znamenita je građevina blizu rijeke Majne u njemačkom gradu Würzburgu. Tvrđava je simbol grada, a skoro pet stoljeća je služila kao sjedište tamošnjih kneževa biskupa. U vojne svrhe je služila sve do tridesetogodišnjeg rata kada ju je 1631. zauzeo švedski kralj Gustav Adolf. Tada je pretvorena u zamak u baroknom stilu. Danas služi kao park i muzej.

## Vanjske poveznice
- English Službena stanica